# 摂津 (標的艦)
| 戦艦「摂津」 | |
| 艦歴         | |
| 計画         | 明治40年度補充艦艇費 |
| 発注         | 1907年 |
| 建造         | 呉海軍工廠 |
| 起工         | 1909年1月18日 |
| 進水         | 1911年3月30日 |
| 竣工         | 1912年7月1日 |
| 最後         | 1945年7月24日擱座 |
| 除籍         | 1945年11月20日 |
| 要目         | |
| 排水量       | 基準：21,443 t 標的艦時：20,650t |
| 全長         | 160.6m |
| 全幅         | 25.6 m |
| 吃水         | 8.5 m |
| 機関         | 宮原式石炭・重油混焼水管缶16基 +ブラウン・カーチス式直結タービン2基2軸推進 |
| 出力         | 25,000hp |
| 速力         | 20ノット(37 km/h) 17.4ノット（標的艦時） |
| 燃料         | 石炭：2,300トン 重油：400トン |
| 乗員         | 986名 |
| 兵装         | アームストロング 1905年型 30.5cm（50口径）連装砲2基4門 アームストロング 1904年型 30.5cm（45口径）連装砲4基8門 エルジック 1908年型 15.2cm（45口径）単装速射砲10基10門 エルジック 1908年型 12cm（40口径）単装速射砲8基8門 エルジック 1894年型 7.6cm（40口径）単装速射砲8基8門 45cm魚雷発射管5門 |
| 装甲         | 戦艦時 舷側:12in(304.8mm)-4in(101.6mm) 甲板:1.2in(30.5mm) 砲塔:11in(279.4mm) 司令塔:10in(254mm) |
| 信号符字     | GQHN（竣工時） JWWD（1933年～） JFDQ（1941年～） |

摂津（せっつ）は、日本海軍の戦艦。日本海軍の法令上は旧字体の攝津であり、旧字体を用いる文献・資料もあるが、本項目では摂津とする。本艦は大正天皇と貞明皇后、双方の御召艦になったことがある。
姉妹艦は「河内」。戦闘への参加は無かったが、第一次世界大戦にも参加している。摂津はワシントン海軍軍縮条約にともない戦艦「陸奥」の代艦として、1923年（大正12年）10月1日に戦艦から標的艦（特務艦）となった。駆逐艦「矢風」によって遠隔操作される無人艦というのが一般的に知られている。
艦名は旧国名「摂津国」にちなんで命名された。
日本海軍の艦船としては「摂津艦」に続いて2代目。

## 概要・艦歴

### 艦型
河内型戦艦（摂津、河内）は、日本海軍最初の弩級戦艦である。河内と摂津の外観上の相違点は艦首部で、河内は垂直型、摂津はクリッパー型であった。
河内型戦艦は、30cm連装砲塔6基12門を装備する。
主砲の配置は亀甲型であり、右もしくは左舷に主砲を撃つとき反対舷の主砲が使用できなかった（片舷へ主砲8門発射可能）。
そのうえ前後の砲2基が50口径、中央舷側の4基が45口径と、射撃指揮に問題がでるものであった。同時の軍令部長東郷平八郎元帥が「前後の砲はより強化すべし」と主張したためであった。実際の運用では12インチ50口径砲に減装薬を使用することで、性能を12インチ45口径砲に統一していた。また日本海軍は次世代戦艦にひきつづき50口径12インチ砲を搭載する予定だったが、イギリス滞在中の加藤寛治中佐が12インチ50口径砲の欠陥と13.5インチ口径砲新開発の情報を掴み、緊急報告をおこなう。この情報をもとに日本海軍は12インチ50口径砲を搭載予定だった扶桑型戦艦と金剛型巡洋戦艦の設計を変更し、14インチ45口径砲を搭載することになった（当初の秘匿名称は43式12インチ砲）。

### 「戦艦」摂津

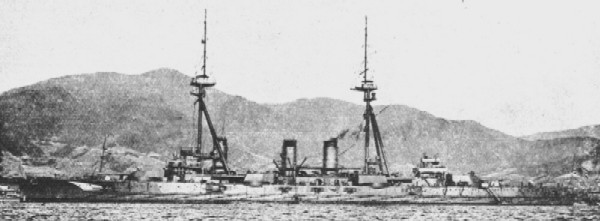
1918年頃の「摂津」。

1909年（明治42年）1月18日、摂津は呉工廠で起工した。
同年2月12日、日本海軍は横須賀海軍工廠の伊号戦艦を「河内」、呉海軍工廠の呂号戦艦を「摂津」と呼称することを内定する。
1911年（明治44年）3月30日、摂津は進水した。明治天皇皇太子（のち大正天皇）は戦艦「鹿島」（供奉艦「薩摩」）に乗艦して呉軍港に到着、摂津進水式に臨席した。
同日附で呂号戦艦は制式に攝津と命名される。戦艦に類別された。
1912年（明治45年）7月1日、摂津は竣工した。竣工時、摂津国一宮の住吉大社より、同神社の約1/40模型が「摂津」に寄贈された。
1914年（大正3年）3月下旬、大正天皇皇太子（当時13歳の裕仁親王。のち昭和天皇）および弟宮（雍仁親王、宣仁親王）は江田島に行啓することになった。3月20日、三宮は御召艦「薩摩」に乗艦、「摂津」は先導艦、「石見」は供奉艦を務めた。航海中の3月22日には軍艦3隻（筑波、金剛、周防）が合流し、御召艦以下と演習をおこなった。
1918年（大正7年）7月12日、徳山湾には艦艇多数（山城、扶桑、伊勢、摂津、河内、利根、他駆逐艦）が停泊していた。この日の午後3時57分、姉妹艦「河内」が爆沈した。
1919年（大正8年）10月下旬、横浜沖合で観艦式が行われ、同式典で「摂津」は大正天皇の御召艦となる。
10月23日午前、大正天皇は横浜港で摂津に乗艦、館山湾で仮泊する。
10月24日、大正天皇（御召艦摂津）は海軍特別大演習を統裁するが、戦艦「日向」で砲塔爆発事故、駆逐艦「浜風」で艦橋損傷事故が発生した。
10月25日、大正天皇は横浜港で「摂津」を退艦、お召し列車で東京に戻った。
10月28日午前8時45分、大正天皇は横浜港に到着。御召艦「摂津」に乗艦した。
式典にあたり、皇太子（当時18歳。のち昭和天皇）は戦艦「扶桑」から「摂津」に移乗し、天皇を出迎えた。供奉艦は平戸・香取・筑摩・満州。午後2時30分、「摂津」は横浜港に到着し、天皇・皇太子は退艦した。

### 「標的艦」摂津
1921年（大正10年）11月からはじまったワシントン海軍軍縮会議当時、アメリカは日本海軍の長門型戦艦2番艦「陸奥」を未完艦とみなし（会議中、日本側主張により既成艦と認める）、日本が保有可能し得る主力艦に計上していなかった。日本側は強く反発し、「摂津」を犠牲にして「陸奥」を復活させる意向であった。
1922年（大正11年）2月6日、各国はワシントン海軍軍縮条約締結に至る。
日本海軍の保有主力艦（戦艦）は10隻であった。すなわち金剛型（金剛、比叡、榛名、霧島）、扶桑型（扶桑、山城）、伊勢型（伊勢、日向）、長門型（長門、陸奥）と定められ、「陸奥」の代艦として「摂津」は退役させられることとなった。だが廃艦にする主力艦のうち1隻は標的艦に変更することが出来たため、日本側は「摂津」をあてた。
同年3月、大正天皇皇后（貞明皇后）は香椎宮に参拝する。「摂津」は皇后の御召艦となるが、これは艦内に余裕があったこと、関門海峡を通過しやすかったこと、先に「摂津」が大正天皇の御召艦になった事がある、などの観点から決められたという。3月9日に葉山を出発した皇后は、19日以降香椎宮・筥崎宮・大宰府天満宮を参拝する。23日、皇后は門司港から駆逐艦「萩」に乗艦、つづいて「摂津」に移乗した。皇后は3月24日から26日にかけて、江田島の海軍兵学校に行幸する。当時、兵学校（校長鈴木貫太郎中将）には高松宮宣仁親王（大正天皇三男）が生徒として在籍していた。26日朝、皇后（摂津）は江田島を出発、神戸港で退艦した。
1923年（大正12年）10月1日、摂津は軍艦籍および艦艇類別等級表より除籍された。標的艦（特務艦）に類別変更される。
この類別変更にともない、主砲や装甲など戦闘艦としての装備を全廃した。同時期、海岸要塞砲の整備計画をすすめていた日本陸軍は、日本海軍に要塞砲の製造を依頼していた。陸海軍の調査と協議の結果、「保転砲」として数隻分の艦載砲を陸上要塞砲に転用することが決まる。摂津の50口径12インチ連装砲2基（前後砲）は陸軍クレーン船「蜻州丸（せいしゅうまる）」によって長崎県対馬要塞まで運搬される。同要塞の竜ノ崎砲台に設置され、一号（後部砲塔）は1929年（昭和4年）に、二号（前部砲塔）は1935年（昭和10年）に完成した。45口径12インチ砲連装砲4基（舷側砲）は予備品として分解保存された。
なお、12センチ砲1門が福岡県の香椎宮に寄贈され、いまなお保存されている。
標的艦となった当初の「摂津」は、自身が標的となるのではなく標的となる目標を曳航するのが任務であった。一例として、摂津は標的艦土佐（加賀型戦艦2番艦）を自沈地点まで曳航する任務にも従事した。標的艦となった「摂津」であったが、数年後には予備艦となり呉軍港で係留された。
一方、日本海軍はドイツで戦艦の無線操縦に成功したとの情報を1921年に得て研究に着手。1928年には電動機と電池を用いたシステムで駆逐艦「卯月」での実験に成功した。

またアメリカ海軍は戦艦ユタを標的艦に改造し、ドイツ海軍の戦艦テューリンゲンも標的艦に改造されていた。これらは無線操縦・無人航行が可能であったが、そのためにはボイラーの自動制御が必要であった。日本海軍はドイツ海軍からボイラーの自動燃焼装置（制御装置）を輸入。舞鶴海軍工廠で試作品をつくり、同工廠で建造中の初春型駆逐艦夕暮（1934年5月6日進水、1935年3月30日竣工）に装備して実験を重ねた。完成品は呉海軍工廠に送られ、摂津に装備された。

### 爆撃標的艦への改造
1936年（昭和11年）に摂津の無線操縦爆撃標的艦への改造が決まり、呉海軍工廠において1937年（昭和12年）1月から約半年間をかけて改造がおこなわれた。本格的な無人操縦装置を取り付ける。すなわち駆逐艦矢風を操縦船とし、10キロ演習用爆弾の高度4000メートルからの投下に耐えられるよう甲板・艦橋・煙突等の防御を強化した。標的艦への改造にあたり、機関部に大きな変化があった。主機は直結式タービン2基2軸25,000馬力のままだが、宮原式混燃ボイラ16基の大部分を撤去する。かわりに呂号艦本式重油専燃ボイラー4基を搭載、このうち2つに自動燃焼装置を装備した。ボイラーの減少により、3本あった煙突のうち第2煙突を撤去した。残った2つのボイラーを換装し少しでも速力低下を防いだが、速力は20ノットから16ノットに低下した。「摂津」の遠隔操作命令は針路管制14種、速度管制8種、煙幕展開などその他15種の合計37種があった。
1939年（昭和14年）11月15日、日本海軍は有事を想定した艦隊編制を実施する。当時の軍令部は、翌年3月頃から摂津と矢風を連合艦隊に加える予定であった。

### 1940年の改造

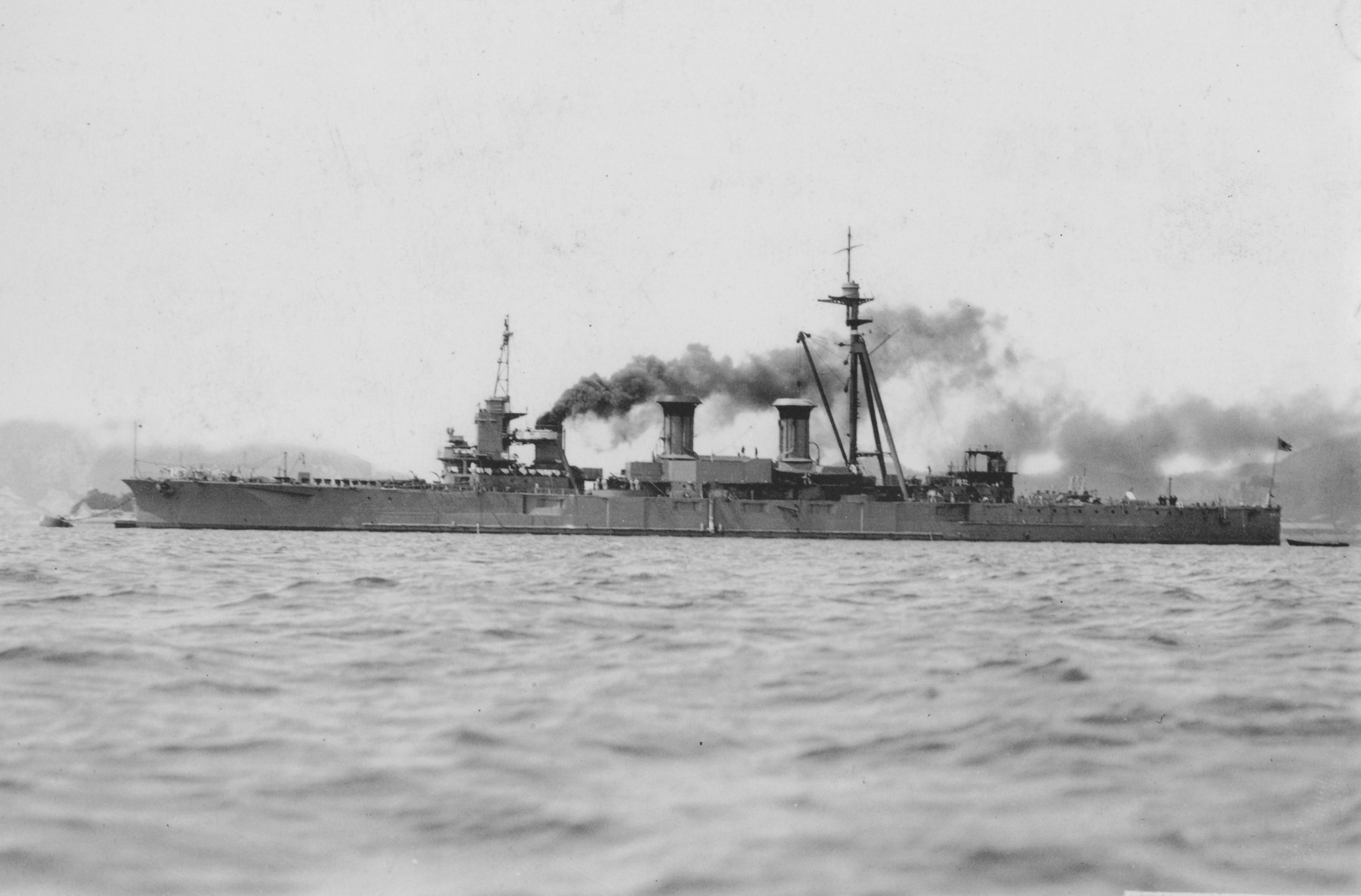
標的艦「摂津」の1940年の改造後の姿（1940年4月7日、呉軍港）

その後1939年（昭和14年）から1940年（昭和15年）にかけて第二次改造工事を実施した。重巡クラスの砲撃訓練、及び航空機の雷・爆撃訓練を航空機側のみならず操艦側の回避訓練にも使用可能なように、防御をさらに強化した。軍縮条約によって取り外していた舷側装甲を復活する。また航空攻撃に対応して、艦上部構造物や水平面の防御を強化した。すなわち10キロ演習爆弾の高度6000メートルからの投下、30キロ演習爆弾の高度4000メートルからの投下、射距離22000メートルからの20センチ演習砲による砲撃、射距離5000メートルからの14センチ演習砲による砲撃などに耐えられるようにした。回避操船訓練のため速力が求められるため、休止していた第2ボイラーを戦艦金剛の陸揚罐と換装する。第2煙突を復活させ速力は17.4ノットに向上した。
艦橋安全区画からの着弾観測の妨げにならないよう、第一煙突の高さが短縮された。
砲撃訓練時、乗組員は摂津より退艦する（無人状態）。爆撃訓練時、乗組員は摂津防禦区画に退避して操艦する。この訓練は、爆撃回避行動の訓練も兼ねた。これらの改装により航空機部隊の練度や艦長の操艦技術向上に繋がり、戦果向上の一助となる。一例として、摂津艦長時代に航空攻撃回避術を研究、後の捷一号作戦で第四航空戦隊司令官として、激しい米軍機の攻撃から指揮下の「日向」「伊勢」を無事生還させた松田千秋が特に有名である。
なお摂津及び「矢風」を初めとする標的艦やそれに従事する艦には、煙突部分に算盤玉のようなキャップが装着された。これは砲弾や爆弾が開口部から進入し、機関を破壊するのを防止するための装甲化された覆いである。排煙はキャップと開口部の隙間から出るようになっていた。

### その後

呉で大破・着底した「摂津」。1945年10月9日。

1940年（昭和15年）5月1日、2隻（摂津、矢風）は連合艦隊に編入された。同年10月11日、横浜港沖で行われた紀元二千六百年特別観艦式では、矢風と揃って第二列に配置された。
1941年（昭和16年）12月8日の太平洋戦争開戦後も特に日本周辺から離れることはなく呉を母港として過ごした。
1944年（昭和19年）2月1日、城英一郎大佐は連合艦隊司令部附となり、瀬戸内海西部の摂津で操艦の訓練を積んだ。2月15日、城大佐は正式に空母千代田艦長に任命され、千代田に着任した。
同年3月1日、摂津は第一航空艦隊附属となり、瀬戸内海で訓練に従事した。
1945年（昭和20年）7月24日、摂津はアメリカ軍機による呉軍港空襲を受け大破する。着底し、そのまま終戦を迎えた。1945年11月20日、除籍。

#### 無人操縦装置の原理
各電信によって稼働するスイッチを持ち、発信する電波を、800・930・1100・1300ヘルツの4種類（それぞれ、W・X・Y・Zという符号が付いている）とし、その内の3種を組み合わせ（たとえば、ZWWと発信すれば右10度変針、YXZで前進14ノットなど）が一命令となる。信号の組み合わせは、最大64通りとなるが、うち37通りに実際の命令が割り当てられた。命令により速力や進路の変更が行なわれる。
ただし本艦の操縦は全て無人というわけではなく、艦船による砲撃訓練時のみが無人で、訓練海域までは艦橋にて操艦し、到着すると僚艦である駆逐艦矢風に全員移動しそこからコントロールされる。航空機の爆撃訓練の際は、艦内の安全防御区画で待機し、一般航行時や出入港時は乗員がそのまま乗り込み操艦した。

#### 逸話
標的艦に改造した山本正治（当時、海軍技術研究所の電気実験部）によれば、艦政本部から改造の依頼が来たのは昭和10年のことであり、壊れやすい送受信機の耐震対策に苦労し、ゴムベルトで機器を吊るすだけでなく、自転車のチューブを用いた実験も行ったとされる。また「開戦直前、機動部隊の空母のふりをして、南シナ海から台湾、フィリピン方面まで進出し、盛んに機動部隊の呼出符号を使って偽電を発信し、アメリカ（米海軍）はこの電波を機動部隊のものだと信じたようだ」と答えている。

## 艦長
※脚注無き限り『日本海軍史』第9巻・第10巻の「将官履歴」及び『官報』に基づく。

### 艦長
- 田中盛秀 大佐：1911年12月1日 - 1912年12月1日 ＊兼呉海軍工廠艤装員（- 1912年7月1日）
- 山中柴吉 大佐：1912年12月1日 - 1913年12月1日
- 木村剛 大佐：1913年12月1日 - 1914年12月1日
- 永田泰次郎 大佐：1914年12月1日 - 1915年12月13日
- 川原袈裟太郎 大佐：1915年12月13日 - 1916年12月1日
- 本田親民 大佐：1916年12月1日 - 1917年12月1日
- 犬塚助次郎 大佐：1917年12月1日 - 1918年11月10日
- 内田虎三郎 大佐：1918年11月10日 - 1919年6月10日
- 古川弘 大佐：1919年6月10日 - 1919年11月20日
- 今泉哲太郎 大佐：1919年11月20日 - 1920年6月3日
- 横尾尚 大佐：1920年6月3日 - 1920年11月20日
- 武光一 大佐：1920年11月20日 - 1921年11月20日
- 小山田繁蔵 大佐：1921年11月20日 - 1922年11月10日
- （兼）松平保男 大佐：1922年11月10日 - 1923年1月20日
- 武富咸一 大佐：1923年1月20日 - 1923年10月1日

### 特務艦長
- 武富咸一 大佐：1923年10月1日 - 1923年11月20日
- 松本匠 大佐：1923年11月20日 - 1924年12月1日
- 右田熊五郎 大佐：1924年12月1日 - 1925年4月20日
- 山本土岐彦 大佐：1925年4月20日[93] - 1926年12月1日[94]
- 瀬崎仁平 大佐：1926年12月1日 - 1927年9月28日
- （兼）今川真金 大佐：1927年9月28日[95] - 1927年12月1日[96]
- 津田威彦 大佐：1927年12月1日[96] - 1929年11月30日[97]
- 千谷定衛 大佐：1929年11月30日 - 1930年12月1日
- 伊佐卓弥 大佐：1930年12月1日[98] -
- 原田文一 大佐：1931年2月1日[99] - 1931年4月1日[100]
- 白石邦夫 大佐：1931年4月1日[100] - 1931年12月1日[101]
- 石井順三 大佐：1931年12月1日[101] - 1932年12月1日[102]
- 井上幸吉 大佐：1932年12月1日[102] - 1933年11月15日[103]
- 大橋五郎 中佐：1933年11月15日[103] - 1934年11月15日[104]
- 小林三良 大佐：1934年11月15日[104] - 1935年4月18日[105]
- 水崎正次郎 大佐：1935年4月18日 - 1935年11月15日
- 楢橋憲基 中佐：1935年11月15日[106] - 1936年12月1日[107]
- 左近允尚正 大佐：1936年12月1日 - 1938年7月20日
- 鈴木長蔵 大佐:1938年7月20日 - 1939年11月15日
- （兼）原田覚 大佐：1939年11月15日 - 1940年3月10日
- 小暮軍治 大佐：1940年3月10日 - 1940年11月1日
- （兼）伊崎俊二 大佐：1940年11月1日 - 1940年11月28日
- 森徳治 大佐：1940年11月28日 - 1941年9月1日
- 松田千秋 大佐：1941年9月1日 - 1942年2月10日
- 石井敬之 大佐：1942年2月10日 - 1942年5月20日
- 島本久五郎 大佐：1942年5月20日 - 1942年10月1日
- 長井満 大佐：1942年10月1日 - 1943年2月2日
- 長谷真三郎 大佐：1943年2月2日 - 1943年4月12日
- 佐藤勝也 大佐：1943年4月13日 - 1943年6月25日
- 三浦艦三 大佐：1943年6月25日 - 1943年8月4日
- 相馬信四郎 大佐：1943年8月4日 - 1944年8月10日
- 大藤正直 大佐：1944年8月10日[108] - 1945年8月15日[109]